# Ladies to Board
Pour plus de détails, voir Fiche technique et Distribution.
Ladies to Board est une comédie américaine de 1924 réalisée par John G. Blystone et écrite par Donald W. Lee. Le film met en vedette Tom Mix, Gertrude Olmstead, Philo McCullough, Gilbert Holmes, Gertrude Claire et Dolores Rousse. Le film est sorti le 3 février 1924 par Fox Film Corporation.

## Fiche technique
- Réalisation : John G. Blystone